# Dixa hegemonica
Dixa hegemonica är en tvåvingeart som beskrevs av Dyar och Shannon 1924. Dixa hegemonica ingår i släktet Dixa och familjen u-myggor.
Artens utbredningsområde är Kalifornien. Inga underarter finns listade i Catalogue of Life.